# 汤米·普利
汤米·普利（芬蘭語：Tommi Pulli，1992年7月18日—），芬兰速滑运动员，曾代表芬兰参加了2014年冬季奥运会，获得男子1000米第37名。他在世界青少年速滑锦标赛上获得三枚奖牌，其中包括两枚1000米的银牌。
普利于2010年11月首次亮相世界杯分站赛。截至2014年9月，普利的世界杯最高成绩是2012-13年在哈尔滨举行世界杯分站赛的1000米B组比赛中的第2名。他在世界杯上的最好总排名是2012-13赛季1000米比赛中的第36名。